# Passieweek (Gretsjaninov)
Aleksandr Gretsjaninov componeerde Passieweek (opus 58) in 1911 en 1912. Deze compositie wordt uitgevoerd door mezzo-sopraan, tenor, bariton en koor, a capella. De première werd gegeven op 16 november 1912 (juliaanse kalender) in Moskou (onder leiding van Vasilev Safonov); op 4 april 1913 vond de première in Sint Petersburg plaats onder leiding van de componist. Het werk is daarna nooit meer in zijn geheel uitgevoerd, maar werd herontdekt in de jaren negentig van de 20e eeuw.

## Compositie
De passieweek is ook in de Russisch-orthodoxe Kerk een week van het herbeleven van de laatste week van Christus, beginnend bij zijn binnenkomst in Jeruzalem op Palmzondag tot zijn kruisiging en zijn wederopstanding. Er worden een week lang elke dag twee diensten gevierd om de gelovigen in staat te stellen de week in "echte tijd" mee te beleven.
De compositie bestaat uit de volgende delen:
1. Behold, the bridegroom;
2. I see Thy bridal chamber;
3. In Thy Kingdom;
4. Gladsome Light;
5. Let my prayer be set forth;
6. Now the powers of heaven;
7. At Thy mystical supper;
8. The wise thief;
9. Thou who closest Thyself;
10. The Lord is God...The noble Joseph;
11. Weep not for me, O Mother;
12. As many of you....Arise, O God;
13. Let all mortal flesh.

## Bron
- uitgave van Chandos